# White Ring
Der White Ring ist eine Sporthalle und ehemalige Eisbahn in der japanischen Stadt Nagano.

## Geschichte
Die Bauarbeiten für den White Ring begannen im September 1993. Am 29. März 1996 erfolgte die Eröffnung der 14,8 Milliarden Yen teuren Halle. Während den Olympischen Winterspielen 1998 war der White Ring Austragungsort der Eiskunstlauf- und Shorttrackwettkämpfe. Nach den Spielen wurde die Halle zu einer Sporthalle umfunktioniert und ist inzwischen die Heimspielstätte der Basketballmannschaft Shinshu Brave Warriors.